# الیمپوس سری اف‌ای
الیمپوس سری اف‌ای (به انگلیسی: Olympus FE Series) یک دوربین عکاسی ساخت شرکت الیمپوس است.